# 葉舒華
葉舒華（英語：Yeh Shu-Hua，2000年1月6日—），亦以單名舒華為人所知，在韓國發展的台灣女歌手，為韓國Cube娛樂旗下女子團體i-dle成員 ，在隊內擔任副唱、忙內、門面。

## 早年生活
葉舒華在2000年1月6日出生於桃園縣楊梅鎮（今桃園市楊梅區），她的父親是客家人，母親是泰雅族人。
年幼時，葉舒華就立志成為一名藝人，每當看到電視上的演員，她都會想像自己有一天也能成為一位名人，且常常與家人分享這個夢想。當時家人認為她只是一個孩子，對她的想法沒有太在意。
在填寫高中志願時，舒華瞞著家人填寫了華岡藝校，最後也成功進入了戲劇科就讀，朝著藝人之路邁進。她每天都會獨自練習，想像著自己在演出不同的情境，也參與了學校舉辦的音樂劇擔任角色，為自己的演技和臺風打下良好基礎。
由於K-pop當時在台灣是非常受歡迎的音樂流派，而當時才國中的小舒華就因為某次看到前輩泫雅的舞台後成為了她的粉絲，在高中時也因與朋友們互動而更加了解K-pop。她非常喜歡和朋友們跳舞及享受音樂，這讓她對韓國流行文化更加產生興趣，且萌發了成為偶像的想法。
某天，她的朋友邀請她陪著自己一同前往參加Cube的試鏡，出於好奇就一同前往，工作人員以為舒華也是參加試鏡的選手，於是請她即興表演一段，當時舒華幾乎沒有做任何準備，卻意外地通過了試鏡。得知自己通過了試鏡，16歲的她考慮良久後就決定獨自勇敢的前往韓國開啟練習生生活。
一開始在韓國的生活並不容易，除了語言不通的問題，也要獨自面對全然不同的環境，加上每月的舞蹈歌唱評估，對於沒有相關能力基礎的舒華是極大的壓力。但她並沒有因此頹然不振，每天獨自練習到深夜，之後也在舞蹈freestyle取得練習生中的第一名 。
在成員們的陪伴和鼓勵下，舒華努力加強自身實力，雖然還是沒有充分自信心，但她不放棄任何成長的機會，常常凌晨留在練習室練習 。現在，她非常感激自己當初沒有因為諸多困難而放棄。

## 經歷
2015年，曾參與AF娛樂的Dance Cover。
2016年，4月參加Cube Star World Audition；表演Free Style舞蹈、唱歌；其就讀華岡藝術學校戲劇科一年級唸完，在二年級開學首日辦理休學，而後前往韓國當練習生。
2017年，6月參與Rising Star Cosmetics 代言；同年9月與柳善皓出演10cm的《PET》MV、花絮影音。
2018年4月15日，隨團體在韓國弘大街頭進行出道前舞蹈團體表演。
2018年5月2日，以女團(G)I-DLE、迷你專輯《I am》出道。
2019年2月5日，參與第十六屆偶像明星運動會女子體操項目，獲得銅牌。
2023年5月25日，擔任網路節目《Workdol第一季》常駐主持。
2024年4月13日，擔任《GOLDEN WAVE in TAIWAN》拼盤演唱會特別MC。
2025年1月22日，擔任周興哲《幾乎是愛情》MV女主角。
2025年7月26日，擔任網路節目《鑑別師Global》特別系列常駐主持。
2025年8月9日，擔任《All the kpop stage in Macau》拼盤演唱會MC。

## 影音作品

### 其他音樂錄影帶
| 發佈日期      | 歌手   | 歌曲       | 備註             |
| ------------- | ------ | ---------- | ---------------- |
| 2017年9月4日  | 10cm   | Pet        | 與柳善皓共同出演 |
| 2025年1月22日 | 周興哲 | 幾乎是愛情 | mv女主角         |

## 創作作品
舒華（슈화) 在韓國音樂著作權家協會登記編號為10047159
| 年份   | 發布日期 | 專輯       | 曲目                       | 歌手  | 作詞 | 作曲 | 編曲 | 備註 |
| ------ | -------- | ---------- | -------------------------- | ----- | ---- | ---- | ---- | ---- |
| 2025年 | 5月19日  | 《We are》 | 그래도 돼요（If You Want） | i-dle |      |      |      |      |

## 其他作品

### 固定綜藝節目
| 播出年份 | 播放日期         | 播放平台 | 節目名稱      | 備註       |
| -------- | ---------------- | -------- | ------------- | ---------- |
| 2023年   | 5月25日-12月21日 | YouTube  | 《Workdol》   | 固定MC     |
| 2025年   | 7月26日-         | YouTube  | 鑑別師 Global | 特別系列MC |

## 獎項及榮譽

### 偶像明星運動會
| 年份   | 屆數           | 項目           | 成績              |
| ------ | -------------- | -------------- | ----------------- |
| 2019年 | 第16屆春節特輯 | 女子藝術體操   | 銅牌（總分12.70） |
| 2020年 | 第19屆中秋特輯 | 偶像狗狗錦標賽 | 銀牌              |

個人榮譽
| 年份 | 獎項                         |
| ---- | ---------------------------- |
| 2023 | TC Candler全球最美面孔第94名 |
| 2024 | TC Candler全球最美面孔第73名 |

## 腳註

## 外部連結
- 舒华的Instagram帳戶
- 葉舒華的新浪微博
- 叶舒华的小红书账号